# Parța, Timiș
Parța este o comună în județul Timiș, Banat, România, formată numai din satul de reședință cu același nume. Comuna Parța a fost înființată prin Legea nr. 54/2004, desprinzându-se de comuna Șag.

## Istorie
Pe teritoriul satului au fost descoperite urmele unei extinse așezări neolitice, cu trei niveluri, în care s-au găsit ceramică aparținând Culturii Vinca (mileniile 5-4 î.Hr). O descoperire deosebită a fost Sanctuarul neolitic de la Parța, unic în lume, expus acum la Muzeul Banatului.
Satul a fost atestat documentar pentru prima dată în 1334. Între 1847-1851, comunitatea sârbească a construit o biserică ortodoxă cu hramul „Înălțarea Domnului”.

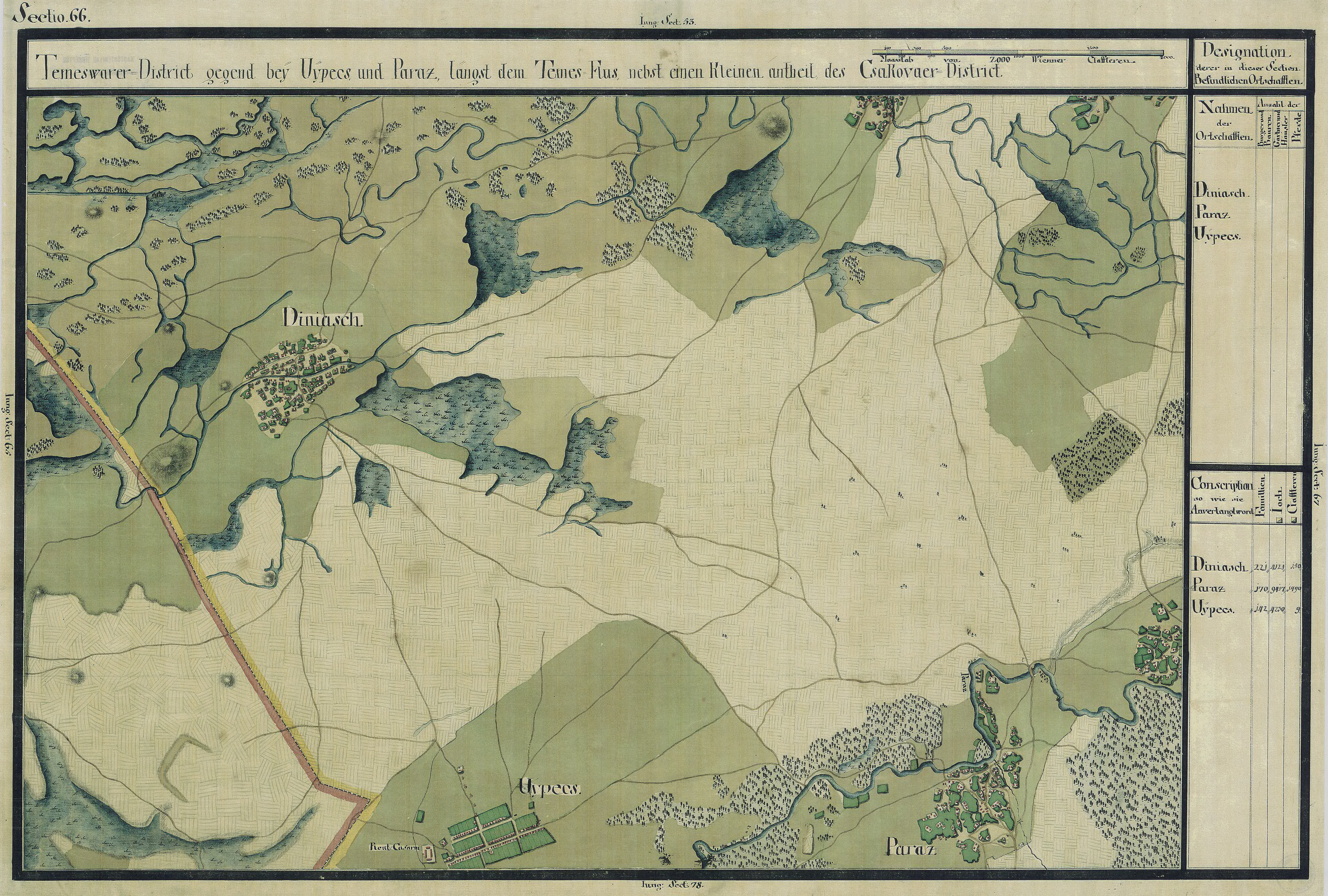
Parța în Harta Iosefină a Banatului, 1769-72

## Demografie
Componența etnică a comunei Parța
     Români (81,54%)
     Romi (3,28%)
     Maghiari (2%)
     Sârbi (1,23%)
     Alte etnii (0,6%)
     Necunoscută (11,36%)
Componența confesională a comunei Parța
     Ortodocși (52,15%)
     Greco-catolici (15,31%)
     Penticostali (11,14%)
     Romano-catolici (5,83%)
     Baptiști (1,19%)
     Alte religii (2,42%)
     Necunoscută (11,95%)
Conform recensământului efectuat în 2021, populația comunei Parța se ridică la 2.351 de locuitori, în creștere față de recensământul anterior din 2011, când fuseseră înregistrați 2.172 de locuitori. Majoritatea locuitorilor sunt români (81,54%), cu minorități de romi (3,28%), maghiari (2%) și sârbi (1,23%), iar pentru 11,36% nu se cunoaște apartenența etnică. Din punct de vedere confesional, majoritatea locuitorilor sunt ortodocși (52,15%), cu minorități de greco-catolici (15,31%), penticostali (11,14%), romano-catolici (5,83%) și baptiști (1,19%), iar pentru 11,95% nu se cunoaște apartenența confesională.

## Politică și administrație
Comuna Parța este administrată de un primar și un consiliu local compus din 11 consilieri. Primarul, Daniel Drăgan[*], de la Partidul Național Liberal, este în funcție din octombrie 2020. Începând cu alegerile locale din 2024, consiliul local are următoarea componență pe partide politice:
|  | Partid                    | Consilieri | Componența Consiliului | Componența Consiliului | Componența Consiliului | Componența Consiliului | Componența Consiliului | Componența Consiliului |
|  | ------------------------- | ---------- | ---------------------- | ---------------------- | ---------------------- | ---------------------- | ---------------------- | ---------------------- |
|  | Partidul Național Liberal | 6          |                        |                        |                        |                        |                        |                        |
|  | Partidul Social Democrat  | 4          |                        |                        |                        |                        |                        |                        |
|  | Uniunea Salvați România   | 1          |                        |                        |                        |                        |                        |                        |